# Rizotonia
In linguistica, la rizotonia indica in una forma verbale la tonicità di una sillaba appartenente alla radice. Per converso, la rizoatonia indica che in una forma verbale l'accento tonico cade in una sillaba che non appartiene alla radice. Una forma verbale con rizotonia si dice "rizotonica", una con rizoatonia "rizoatona" o anche "arizotonica".
Sono ad esempio rizotoniche le forme delle persone singolari del presente indicativo del verbo italiano amare:
- amo
- ami
- ama

mentre è rizoatona la 2ª persona plurale:
- amate

in cui l'accento cade sulla vocale tematica (che insieme alla radice forma il tema).
Parlando dell'indoeuropeo, si ipotizza che durante il protogermanico l'accento non fosse presente sulla sillaba radicale e i paradigmi presentassero rizotonia solo sulla prima persona del presente e del preterito, mentre cadesse l'accento dopo la consonante nel participio passato e preterito plurale.

## Perfetti rizotonici
In linguistica vengono chiamati perfetti rizotonici  o perfetti forti quei paradigmi verbali del passato remoto che presentano alcune forme personali accentate sulla radice.
Nella lingua italiana, in particolare, i perfetti rizotonici presentano:
- alla prima, alla terza e alla sesta persona una forma rizo-tonica;
- alla seconda, alla quarta e alla quinta persona una forma rizo-atona (detta anche a-rizotonica).

Quindi la 2ª, 4ª, 5ª persona di tutti i paradigmi del perfetto (sia dei perfetti rizotonici sia dei perfetti rizoatoni) è sempre una persona rizo-atona, in quanto sempre accentata sulla desinenza verbale.
In italiano i perfetti rizotonici sono propri solo di alcuni verbi appartenenti alla seconda e alla terza coniugazione, mentre nessun verbo della prima coniugazione ha il perfetto rizotonico.
La distinzione tra perfetti rizotonici (forti) e rizoatoni (deboli) è particolarmente importante per la grammatica storica dell'italiano, in quanto la loro evoluzione diacronica è diversa. 
All'interno dell'evoluzione dei perfetti forti è stata a sua volta diversa l'evoluzione delle persone rizotoniche dall'evoluzione delle persone rizoatone.
Oggi questa distinzione si può notare nell'alternanza, nei paradigmi dei perfetti forti, tra due radici verbali, una per le tre persone rizotoniche e un'altra per le tre persone rizoatone. Ad esempio si può alternare una radice con consonante doppia e una radice con la stessa consonante scempia.
Oppure, caso ancora più emblematico, una radice con occlusiva velare sorda doppia si alterna con una radice con affricata postalveolare sorda scempia.
Esempio: verbo "piacere"
| Persona | Forme rizotoniche      | Forme rizoatone        |
| ------- | ---------------------- | ---------------------- |
| 1ª      | piàcqu-i /'pjakkwi/    |                        |
| 2ª      |                        | piac-ésti /pja'tʃesti/ |
| 3ª      | piàcqu-e /'pjakkwe/    |                        |
| 4ª      |                        | piac-émmo /pja'tʃemmo/ |
| 5ª      |                        | piac-éste /pja'tʃeste/ |
| 6ª      | piàcquero /'pjakkwero/ |                        |